# وايث
كانت وايث (بالإنجليزية: Wyeth)‏ شركة أدوية أمريكية. تأسست الشركة في فيلادلفيا، بنسلفانيا، في عام 1860 باسم جون وايث وأخيه. عُرفت لاحقًا باسم الأمريكية للمنتجات المنزلية قبل إعادة تسميتها إلى وايث في 2002. انتقل مقرها إلى كوليجفيل، بنسلفانيا، وماديسون نيوجيرسي، قبل أن يتم دمج مقرها مع شركة فايزر في نيويورك بعد اندماج عام 2009. استحوذت شركة فايزر على معظم الأصول الصيدلانية لشركة وايث في عام 2009، بينما استحوذت شركة نستله على أعمال تغذية الرضع والأمهات في عام 2012.
قامت شركة وايث بتصنيع عقاقير أدوية السعال وإيبوبروفين (إيبوبروفين) المسكنة التي لا تستلزم وصفة طبية بالإضافة إلى العقاقير الطبية بريمارين وفنلافاكسين.

## الشركات التابعة
- وايث للرعاية الصحية الاستهلاكية
- وايث للادوية
- فورت دودج صحة الحيوان

## روابط خارجية
- Wyethnutrition.com